# Кастиљоне Месер Марино
Кастиљоне Месер Марино (итал. Castiglione Messer Marino) је насеље у Италији у округу Кјети, региону Абруцо.
Према процени из 2011. у насељу је живело 1650 становника. Насеље се налази на надморској висини од 1066 м.

## Становништво
Према резултатима пописа становништва 2011. у општини је живело 1.898 становника.
| 1931. | 1936. | 1951. | 1961. | 1971. | 1981. | 1991. | 2001. | 2011. |
| ----- | ----- | ----- | ----- | ----- | ----- | ----- | ----- | ----- |
| 3.471 | 3.545 | 3.921 | 4.001 | 3.356 | 3.146 | 2.600 | 2.225 | 1.898 |

## Партнерски градови
- Balcarce